# 卡伦克罗
卡伦克罗（英語：Carencro）是美国路易斯安那州下属的一座城市。根据2010年美国人口普查，该市有人口7,526人。建置上，属于“city”。